# Matt Fish
Matt Fish je americký violoncellista a hudební producent. Narodil se v kalifornském městě Lodi. Ve svých pěti letech začal hrát na klavír, ale o čtyři roky později přešel k violoncellu. Studoval na Iowa State University a University of Iowa, stejně jako na Indiana University School of Music. 
Působil ve skupině zpěváka Matta Nathansona a dlouhodobě spolupracoval se zpěvákem Alejandrem Escovedem, s nímž koncertoval a hrál na jeho albech Room of Songs (2005) a The Boxing Mirror (2006). Druhé album produkoval velšský hudebník a skladatel John Cale. Fish později hrál i na jeho sólových albech M:FANS (2016) a Mercy (2023). Během své kariéry spolupracoval s mnoha dalšími hudebníky, mezi něž patří například k.d. lang, Yoko Ono, Matt Nathanson a Paula Frazer.

## Diskografie
- Ernst (Matt Nathanson, 1997)
- Still Waiting for Spring (Matt Nathanson, 1999)
- Indoor Universe (Paula Frazer, 2001)
- Hotel San Jose (Go Go Market, 2002)
- Beneath These Fireworks (Matt Nathanson, 2003)
- Plus EP (Matt Nathanson, 2003)
- November (Dead End Angels, 2003)
- The In Between (Highwater Rising, 2003)
- Room of Songs (Alejandro Escovedo, 2005)
- The Boxing Mirror (Alejandro Escovedo, 2006)
- I'm Not Sentimental (Rob Kendt, 2006)
- Mentor Tormentor (Earlimart, 2007)
- The Disappearing Twin (Jim, Son of James, 2007)
- Hymn and Her (Earlimart, 2008)
- Melodia (The Vines, 2008)
- Break Through the Silence (Monty Are I, 2009)
- Threadbare (Port O'Brien, 2009)
- I Can't Die in L.A. (Hail the Size, 2009)
- Recollection (k.d. lang, 2010)
- There Are Debts (David Hopkins, 2010)
- Burying the Ghosts (Jason and Michelle, 2015)
- M:FANS (John Cale, 2016)
- My Hero, the Enemy (Gregory Douglass, 2016)[1]
- Stop Talking (Chris Price, 2017)
- Dalmatian (Chris Price, 2018)
- Bullies in the Backyard (Matt North, 2022)[2]
- Mercy (John Cale, 2023)[3]